# CODLAD
CODLAD (англ. Combined Diesel Electric and Diesel,  Комбіновані електрика та дизель) - тип комбінованої морської енергетичної установки для кораблів, яка складається з електричного та дизельного двигунів.
У цій системі дизельний генератор виробляє електричну енергію, яка живить електродвигун, а також використовується для бортових потреб корабля. Електродвигун використовується для руху на крейсерській швидкості. Для прискорення та руху на максимальній швидкості використовується потужний дизельний двигун.
Можлива одночасна робота двох систем на гребний вал.
Система CODLAD використовується на кораблях логістичної підтримки типу «Вулкано» ВМС Італії.